# Megastigmus pinus
Megastigmus pinus är en stekelart som beskrevs av Parfitt 1857. Megastigmus pinus ingår i släktet Megastigmus och familjen gallglanssteklar. Arten är reproducerande i Sverige. Inga underarter finns listade i Catalogue of Life.